# 1075
1075 је била проста година.

## Догађаји
- Википедија:Непознат датум — Владавина арапске династије Абадида у Севиљи у данашњој Шпанији (од 1023. до 1091).
- 9. јун – Битка код Хомбурга победа Хајнриха IV над побуњеним Саксонцима.
- Побуна три грофа. Вилијам Освајач гуши побуну грофа од Источне Англије Ралфа де Гвадера, грофа од Херефорда Роџера ФицВилијама и грофа од Нортумбрије Валтеофа.
- Почетак контроверзе око инвеституре између папе Гргура VII и цара Хајнриха IV. Папин декрет о укидању секуларне инвеституре.
- Формиран је по други пут Валенсијски емират.
- Византијски цар Михаило Дука наставља своју борбу са побуњеним Руселом де Бејлом. Алексије Комнин је убедио турског емира Тутуша да му преда Русела за велику суму новца, а он је, сазнавши за опасност, побегао у Амасију. Побуњеници су предали све своје тврђаве.
- Нићифор Вријеније стратег Драча је повео рат против кнежевине Дукље и Далмације. Убрзо је ушао у сукоб и са византијским царем Михаилом VII Дуком и у Једрену се прогласио за цара[1]. Грађански рат је искористио Михаило I Војислављевић да се окрене против Византије.
- Бадње вече. Покушај атентата на папу Гргура VII. Вођа феудалне странке, Ценције (или Ченчо), са гомилом својих следбеника, јурнуо је на њега и, обливен крвљу, одвео га и затворио у његову утврђену кућу. Али Рим је устао у папину одбрану и ослободио га.
- Млетачки дужд Доменико Селво, пошто је протерао Нормане из Далмације, прихватио је заклетву верности од главних градова земље.
- Изјаслав Јарославич, пошто није добио подршку од Пољске 1073. од краља Болеслава IV, стиже у Мајнц (у Горњој Немачкој). Немачки хроничар Ламперт од Херсфелда помиње да је „руски краљ по имену Дмитриј (крштено име Изјаслава Јарославича) стигао у Мајнц да га види (Хајнриха IV), доносећи са собом непроцењиво благо у златним и сребрним посуђима и скупоценој одећи, тражећи помоћ против свог брата Свјатослава Јарославича, који га је насилно протерао из краљевства и окупирао га са суровошћу тиранина“.
- Изјаслав Јарославович је био на двору немачког краља Хајнриха IV, који није пружио никакву стварну помоћ прогнанику (1073-1075), већ га је поверио на бригу маркгрофа Дедија. Покушавајући да промени положај Болеслава II Храброг, он шаље свог сина Јарополка Изјаславича са посланством папи Гргуру VII у Рим у пролеће. Очајна ситуација Изјаслава I Јарославича илустрована је његовим неочекиваним предлогом папи да призна староруску државу као феуд Светог Петра (што је подразумевало њено повлачење из црквене потчињености цариградском патријарху и прелазак под контролу Римске курије), а кнез пристаје да призна зависност Русије од папе. Ситуација се радикално променила након изненадне смрти кнеза Свјатослава Јарославича у децембру 1076. године.
- Пролеће — Владимир Мономах долази у посету свом оцу у Перејаслав.
- 5. април — после Ускрса, Владимир Мономах одлази у Владимир-Волински.
- Април — Папа Гргур VII шаље поруку Изјаславу Јарославичу и пољском краљу Белеславу.
- Владимир Мономах, према Кијево-Печерском патерику, заједно са својим оцем Всеволодом Јарославичем посећује Кијево-Печерски манастир, где се исцељује од болести молитвама Антонија Печерског и игумана Теодосија Печерског.

## Смрти
- Ана Кијевска

- Едита од Весекса

- Петар Крешимир IV

- Ричеза Пољска, краљица Угарске

- Али Ахмад Насави